# Scrinul negru
Scrinul negru este un roman al scriitorului George Călinescu elaborat în deceniul al șaselea al secolului al XX-lea și publicat în 1960 la Editura de Stat pentru Literatură și Artă.